# 洪伟 (1962年)
洪伟（1962年10月—），男，回族，中国微波技术专家，东南大学毫米波国家重点实验室主任、信息科学与工程学院院长、教授，第十一届全国政协委员。

## 生平
2008年，当选第十一届全国政协委员，代表教育界，分入第四十组。